# جي أس إتش-6-30
Gryazev-Shipunov GSh-6-30  هو مدفع متعدد الاستخدام  روسي الصنع من نوع بندقية جاتلينج

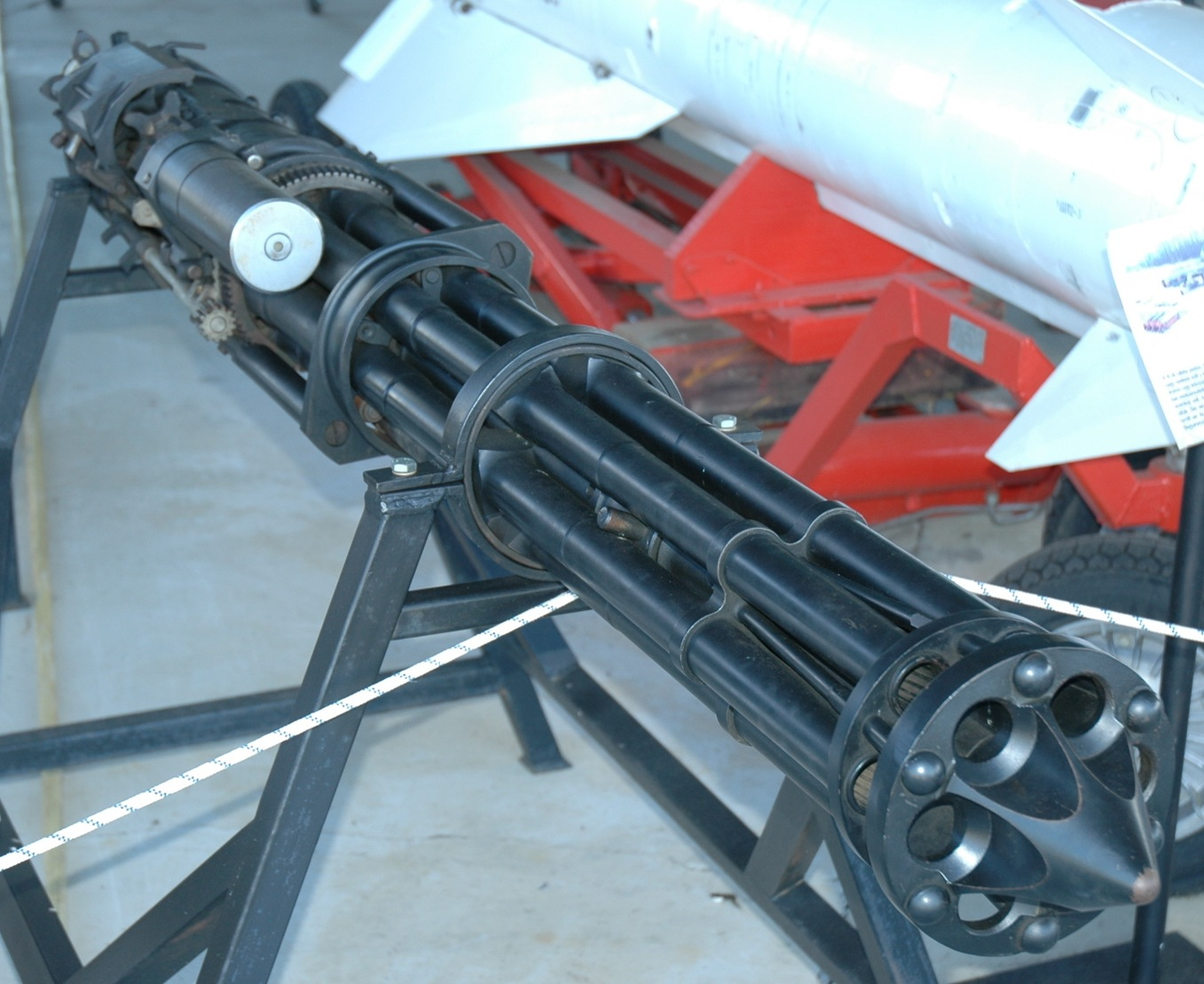
جي أس إتش-6-30

## الوصف
جي أس إتش-6-30 تم تطويره سنة 1963 من قبل مكتب الصناعة KBP في تولا (روسيا) ودخل في تصنيع سنة 1974.
يطلق قذائف من عيار 30 ميليمتر. أما التحكم بالطلقات فهو يتم أوتوماتيكيا.أما مبدئ إطلاق الرصاص فهو يتم بالغاز، مع نظام أمريكي من نوع GAU-8 Avenger .
ويستخدم هذا السلاح غالبا في الدفاعات القريبة من السفن في المعركة، ويتم تزويد هذا السلاح للأبراج الدفاعية مثل: أيه كي-630 وأيه كي -630 أم 2 ديو  و أيضا على نظام الدفاع  Kashtan/Kortik وأيضا يمكن تركيبه على طائراة ميكويان ميج-27 وسوخوي سو-24.

## الخصائص
المصنع : الاتحاد السوفيتي

النوع: بندقية جاتلينج

وزن المدفع : 141 كيلوغرام

العيار: 30 ميليمتر

الطول: 2040 ميليمتر

سرعة الإطلاق:600-400 رصاصة في الدقيقة